# 納爾遜維爾 (紐約州)
納爾遜維爾（英語：Nelsonville）是位於美國紐約州帕特南縣的村。

## 人口
根據2020年美國人口普查的數據，納爾遜維爾的面積為2.68平方千米，皆為陸地。當地共有人口624人，而人口密度為每平方千米233人。